# 后少力古城遗址
后少力古城遗址，位于中国吉林省镇赉县沿江乡后少力屯西北250米处，为一个省级文物保护单位，类型为古遗址，公布时间为2007年5月31日。该文物保护单位由镇赉县文管所管理。
后少力古城遗址的历史年代为辽金元。